# Tour de France 2008
Il Tour de France 2008, novantacinquesima edizione della corsa, è partito il 5 luglio da Brest, in Bretagna, e si è concluso il 27 luglio con la classica passerella sugli Champs-Élysées a Parigi. Sono state percorse 21 tappe per un totale di 3 554 km con due giornate di riposo, il 15 luglio a Pau e il 21 luglio a Cuneo.
La corsa è stata vinta, per la prima e unica volta in carriera, dallo scalatore spagnolo Carlos Sastre (al terzo e ultimo podio della carriera nella Grande Boucle, dopo due terzi posti consecutivi ottenuti nelle due precedenti edizioni del 2006 e 2007). Si trattò della decima edizione della corsa a tappe francese che vide la vittoria di un corridore di nazionalità spagnola.
Al secondo posto della classifica generale, a 58" di distacco dal vincitore Sastre, si piazzò il passista-cronoman australiano Cadel Evans (al secondo podio al Tour, ed ancora una volta come secondo classificato, esattamente come nell'edizione precedente). Al terzo posto della graduatoria generale, dopo la squalifica per doping dello scalatore austriaco Bernhard Kohl, si classificò il passista-cronoman russo Denis Men'šov, per l'unica volta tra i primi tre della classifica generale finale del Tour (il secondo posto raggiunto dal russo nel 2010 sarebbe poi stato cancellato per doping).
Questa edizione del Tour de France viene ricordata anche per il non invito dell'organizzazione della corsa all'Astana (nuova squadra cui approdarono Leipheimer e Contador dall'esperienza alla ormai disciolta Discovery Channel), dopo le confessioni di pratiche dopanti fatte dallo statunitense Levi Leipheimer durante l'edizione precedente della Grande Boucle. Come principale conseguenza di tale decisione, lo spagnolo Alberto Contador, facente parte del team kazako ma allora risultato estraneo a quei fatti di doping, fu giocoforza costretto a non poter difendere nel 2008 sulle strade francesi il titolo di vincitore del Tour conquistato nel 2007.

## Tappe
| Tappa  | Data      | Percorso                                           | km      | Vincitore di tappa                  | Leader cl. generale           |
| ------ | --------- | -------------------------------------------------- | ------- | ----------------------------------- | ----------------------------- |
| 1ª     | 5 luglio  | Brest > Plumelec                                   | 197,5   | Alejandro Valverde                  | Alejandro Valverde            |
| 2ª     | 6 luglio  | Auray > Saint-Brieuc                               | 164,5   | Thor Hushovd                        | Alejandro Valverde            |
| 3ª     | 7 luglio  | Saint-Malo > Nantes                                | 208     | Samuel Dumoulin                     | Romain Feillu                 |
| 4ª     | 8 luglio  | Cholet > Cholet (cron. individuale)                | 29,5    | Stefan Schumacher Kim Kirchen       | Stefan Schumacher Kim Kirchen |
| 5ª     | 9 luglio  | Cholet > Châteauroux                               | 232     | Mark Cavendish                      | Stefan Schumacher Kim Kirchen |
| 6ª     | 10 luglio | Aigurande > Super Besse                            | 195,5   | Riccardo Riccò Alejandro Valverde   | Kim Kirchen                   |
| 7ª     | 11 luglio | Brioude > Aurillac                                 | 159     | Luis León Sánchez                   | Kim Kirchen                   |
| 8ª     | 12 luglio | Figeac > Tolosa                                    | 172,5   | Mark Cavendish                      | Kim Kirchen                   |
| 9ª     | 13 luglio | Tolosa > Bagnères-de-Bigorre                       | 224     | Riccardo Riccò Vladimir Efimkin     | Kim Kirchen                   |
| 10ª    | 14 luglio | Pau > Hautacam                                     | 156     | Leonardo Piepoli Juan José Cobo     | Cadel Evans                   |
|        | 15 luglio | giorno di riposo                                   |         |                                     |                               |
| 11ª    | 16 luglio | Lannemezan > Foix                                  | 167,5   | Kurt Asle Arvesen                   | Cadel Evans                   |
| 12ª    | 17 luglio | Lavelanet > Narbonne                               | 168,5   | Mark Cavendish                      | Cadel Evans                   |
| 13ª    | 18 luglio | Narbonne > Nîmes                                   | 182     | Mark Cavendish                      | Cadel Evans                   |
| 14ª    | 19 luglio | Nîmes > Digne-les-Bains                            | 194,5   | Óscar Freire                        | Cadel Evans                   |
| 15ª    | 20 luglio | Embrun > Prato Nevoso (ITA)                        | 183     | Simon Gerrans                       | Fränk Schleck                 |
|        | 21 luglio | giorno di riposo                                   |         |                                     |                               |
| 16ª    | 22 luglio | Cuneo (ITA) > Jausiers                             | 157     | Cyril Dessel                        | Fränk Schleck                 |
| 17ª    | 23 luglio | Embrun > Alpe d'Huez                               | 210,5   | Carlos Sastre                       | Carlos Sastre                 |
| 18ª    | 24 luglio | Bourg-d'Oisans > Saint-Étienne                     | 196,5   | Marcus Burghardt                    | Carlos Sastre                 |
| 19ª    | 25 luglio | Roanne > Montluçon                                 | 165,5   | Sylvain Chavanel                    | Carlos Sastre                 |
| 20ª    | 26 luglio | Cérilly > Saint-Amand-Montrond (cron. individuale) | 53      | Stefan Schumacher Fabian Cancellara | Carlos Sastre                 |
| 21ª    | 27 luglio | Étampes > Parigi (Champs-Élysées)                  | 143     | Gert Steegmans                      | Carlos Sastre                 |
| Totale | Totale    | Totale                                             | 3 559,5 |                                     |                               |

## Squadre e corridori partecipanti
| N.    | Cod. | Squadra                 |
| ----- | ---- | ----------------------- |
| 1-9   | PRL  | Silence-Lotto           |
| 11-19 | CSC  | Team CSC-Saxo Bank      |
| 21-29 | EUS  | Euskaltel-Euskadi       |
| 31-39 | GCE  | Caisse d'Epargne        |
| 41-49 | THR  | Team Columbia-High Road |
| 51-59 | BAR  | Barloworld              |
| 61-69 | LIQ  | Liquigas                |
| 71-79 | LAM  | Lampre                  |
| 81-89 | C.A  | Crédit Agricole         |
| 91-99 | QST  | Quick Step              |

| N.      | Cod. | Squadra                          |
| ------- | ---- | -------------------------------- |
| 101-109 | A2R  | AG2R La Mondiale                 |
| 111-119 | GST  | Gerolsteiner                     |
| 121-129 | AGR  | Agritubel                        |
| 131-139 | RAB  | Rabobank                         |
| 141-149 | BTL  | Bouygues Télécom                 |
| 151-159 | MRM  | Team Milram                      |
| 161-169 | FDJ  | Française des Jeux               |
| 171-179 | SDV  | Saunier Duval-Scott              |
| 181-189 | COF  | Cofidis, le Crédit par Téléphone |
| 191-199 | TSL  | Team Garmin-Chipotle p/b H30     |

## Resoconto degli eventi
Il percorso della Grande Boucle è stato presentato il 25 ottobre 2007 al Palazzo dei Congressi di Parigi. Erano contemplati 4 arrivi in salita (tappe n. 6, 10, 15, 17) e due cronometro individuali (tappe n. 4, 20). Non era prevista la cronometro a squadre, né il cronoprologo iniziale, sostituito da una normale tappa in linea. Altra importante novità nel Tour 2008 è stata l'abolizione degli abbuoni al traguardo finale. Il primo arrivo in salita della corsa è stato dopo sei giorni, a Super Besse.
Le tappe svoltesi in quota sono invece state la 16a, con i 2351 metri del Colle della Lombarda e i 2802 della Bonette-Restefond (altitudine massima raggiunta), e la 17a, che ha raggiunto i 2645 metri del Galibier e superato i duemila anche con la Croix de Fer (2067 metri). Era previsto un totale di 19 Gran Premi della Montagna. La frazione più lunga è la quinta, da Cholet a Châteauroux (230 chilometri). La corsa ha sconfinato in Italia con l'arrivo a Prato Nevoso e con la partenza della sedicesima tappa da Cuneo. L'ultima volta che la Grande Boucle aveva sconfinato in Italia era l'arrivo di tappa al Sestriere nel 1999 (vinta da Lance Armstrong).
Il vincitore della classifica generale Carlos Sastre ha indossato il simbolo del primato, la maglia gialla, al termine delle ultime cinque tappe sulle ventuno previste.
Sastre, in forza al Team CSC-Saxo Bank, si è imposto grazie all'azione sull'Alpe d'Huez nella diciassettesima tappa, durante la quale ha guadagnato 2 minuti su tutti gli altri uomini di classifica.
La maglia verde è andata alla spagnolo Óscar Freire, che si è imposto con 50 punti di vantaggio sul norvegese Thor Hushovd. Per Freire è la prima maglia verde vinta al Tour, ed è anche la prima per un corridore spagnolo. Freire ha vinto grazie ai suoi numerosi piazzamenti e alla sua vittoria nella tappa di Digne-les-Bains. La maglia a pois non è stata attribuita in seguito alla squalifica per doping di Bernhard Kohl, mentre la maglia bianca è andata ad Andy Schleck, gregario di Sastre alla CSC. La classifica a squadre è andata alla CSC di Bjarne Riis, con Franck Schleck, Andy Schleck e naturalmente Carlos Sastre piazzati nei primi 12.
Fra gli altri primati, il corridore più combattivo è il francese Sylvain Chavanel, che ha percorso moltissimi km in fuga vincendo anche la tappa di Montluçon. Il maggior numero di vittorie di tappa è stato del britannico Mark Cavendish che si è imposto in volata in 4 frazioni, quella di Châteauroux, quella di Tolosa, quella di Narbonne ed infine quella di Nîmes, prima di ritirarsi dalla corsa sulle prime Alpi. Un altro curioso primato va al belga Wim Vansevenant, arrivato ultimo in classifica generale per il terzo anno consecutivo dopo il penultimo posto nel 2005.
Si sono verificati alcuni casi di positività ai test antidoping. Già al termine della prima tappa Manuel Beltrán è stato trovato positivo all'EPO. La notizia è stata diffusa l'11 luglio, al termine della 7ª tappa. Il corridore, escluso dalla corsa, è stato quindi arrestato dalla polizia francese ad Aurillac, dopo una perquisizione nell'hotel della squadra, e rilasciato a tarda notte.
Altri due casi eclatanti di doping hanno condizionato la corsa: al termine della quarta tappa, la cronometro di Cholet, sono stati trovati positivi alla il colombiano della Barloworld Moisés Dueñas per aver assunto l'EPO e l'italiano della Saunier Duval-Scott Riccardo Riccò (che ha poi vinto due tappe, quella di Super Besse e quella di Bagnères-de-Bigorre) per aver assunto CERA. La prima positività è stata annunciata il 16 luglio (11ª tappa), mentre quella di Riccardo Riccò è stata annunciata dal sito dell'Équipe il 17 luglio (12ª tappa). In seguito a ciò, i due corridori furono squalificati e la Saunier Duval-Scott decise di non partire in blocco per la tappa successiva..
Due settimane più tardi, Riccò ammise pubblicamente l'assunzione di sostanze dopanti prima di partecipare al Tour. Nell'ottobre 2008, dopo un test antidoping, anche Stefan Schumacher e Leonardo Piepoli risultarono positivi alla CERA; di conseguenza, i loro risultati conseguiti al Tour 2008 sono stati depennati.
Quest'edizione del Tour ha anche segnato il debutto in Europa dei Google Street View: le prime strade mostrate sono state proprio quelle dove hanno corso i ciclisti.

## Dettagli delle tappe

### 1ª tappa
- 5 luglio: Brest > Plumelec – 197,5 km

Risultati
| Pos. | Corridore          | Squadra       | Tempo    |
| ---- | ------------------ | ------------- | -------- |
| 1    | Alejandro Valverde | C. d'Epargne  | 4h36'07" |
| 2    | Philippe Gilbert   | FDJ           | a 1"     |
| 3    | Jérôme Pineau      | Bouygues Tél. | a 1"     |

| Pos. | Corridore          | Squadra       | Tempo    |
| ---- | ------------------ | ------------- | -------- |
| 1    | Alejandro Valverde | C. d'Epargne  | 4h36'07" |
| 2    | Philippe Gilbert   | F. des Jeux   | a 1"     |
| 3    | Jérôme Pineau      | Bouygues Tél. | a 1"     |

Descrizione e riassunto

Profilo altimetrico della 1ª tappa.

Per la prima volta dal 1967 la Grand Boucle partiva con una tappa in linea invece che con una prova a cronometro. Era una tappa dal percorso vallonato, con quattro Gran Premi della Montagna di quarta categoria per attraversare il massiccio del Monts Arrée nel dipartimento di Finistère, Bretagna.
Il finale presentava una salitella di 1,7 km con pendenze medie del 6,2%, al termine della quale era posto il traguardo di Plumelec. Non essendoci abbuoni nei tre traguardi volanti validi per la classifica a punti (maglia verde), il vincitore della tappa poteva vestire la maglia gialla già al termine della frazione.
La tappa ha visto protagonisti per buona parte del tracciato 8 corridori, andati in fuga già dopo 3 km. A 30 km dal termine, dopo che gli 8 avevano raggiunto un vantaggio massimo di 8'15", due dei ciclisti in fuga, Lilian Jégou (Française des Jeux) e David de la Fuente (Saunier Duval-Scott), sono riusciti a staccare i sei compagni rimanendo da soli in testa. Il gruppo ha però aumentato il ritmo, raggiungendo prima i sei reduci dalla fuga e poi, a soli 7 km dal traguardo, i due battistrada.
Con lo strappetto finale, il gruppo si è allungato. Nel finale ci sono stati scatti da parte diversi vari corridori: l'arrivo, una volata, ha visto però prevalere Alejandro Valverde (Caisse d'Epargne) su Philippe Gilbert (Française des Jeux) e Jérôme Pineau (Bouygues Télécom). Uno dei favoriti, Mauricio Soler, è caduto a 20 km dal termine perdendo 3'04" da Valverde.

### 2ª tappa
- 6 luglio: Auray > Saint-Brieuc – 164,5 km

Risultati
| Pos. | Corridore     | Squadra         | Tempo    |
| ---- | ------------- | --------------- | -------- |
| 1    | Thor Hushovd  | Crédit Agricole | 3h45'13" |
| 2    | Kim Kirchen   | Columbia        | s.t.     |
| 3    | Gerald Ciolek | Columbia        | s.t.     |

| Pos. | Corridore          | Squadra      | Tempo    |
| ---- | ------------------ | ------------ | -------- |
| 1    | Alejandro Valverde | C. d'Epargne | 8h21'20" |
| 2    | Kim Kirchen        | Columbia     | a 1"     |
| 3    | Óscar Freire       | Rabobank     | a 1"     |

Descrizione e riassunto

Profilo altimetrico della 2ª tappa.

Tappa nuovamente di collina, con tre Gran Premi della Montagna di quarta categoria, il "muro" di terza categoria, la Côte de Mûr-de-Bretagne e tre traguardi intermedi validi per la classifica a punti. Il percorso, esposto al vento atlantico, si prestava a fughe, mentre l'arrivo sul traguardo era, come il giorno prima, in leggera salita, ma per velocisti.
La tappa è stata caratterizzata dalla fuga di due corridori, Sylvain Chavanel (Cofidis, già all'attacco nella prima tappa) e Thomas Voeckler (Bouygues Télécom), partiti dopo il primo GPM. Pur avendo raggiunto un vantaggio massimo di 6'28" a 100 km dall'arrivo, i due sono stati raggiunti a 57 km dal termine da altri due francesi, Christophe Moreau e David Lelay, entrambi dell'Agritubel. Chavanel ha quindi staccato i tre e si è involato da solo. I tre francesi sono stati poi ripresi dal peloton a soli 2 km dal traguardo, mentre Chavanel a 1,5 km.
La volata di gruppo, anticipata da alcuni scatti senza esito, ha visto prevalere il norvegese Thor Hushovd (Crédit Agricole) su due corridori del Team Columbia-High Road, Kim Kirchen e Gerald Ciolek. Valverde è rimasto in maglia gialla.

### 3ª tappa
- 7 luglio: Saint-Malo > Nantes – 208 km

Risultati
| Pos. | Corridore          | Squadra    | Tempo    |
| ---- | ------------------ | ---------- | -------- |
| 1    | Samuel Dumoulin    | Cofidis    | 5h05'27" |
| 2    | William Frischkorn | Slipstream | s.t.     |
| 3    | Romain Feillu      | Agritubel  | s.t.     |

| Pos. | Corridore            | Squadra    | Tempo     |
| ---- | -------------------- | ---------- | --------- |
| 1    | Romain Feillu        | Agritubel  | 13h27'05" |
| 2    | Paolo Longo Borghini | Barloworld | a 35"     |
| 3    | William Frischkorn   | Slipstream | a 1'42"   |

Descrizione e riassunto

Profilo altimetrico della 3ª tappa.

La terza tappa del Tour de France 2008 presentava un percorso relativamente facile, privo di asperità e gran premi della montagna, quindi più adatto ai velocisti. Il percorso, ventoso, poteva presentare il rischio di cadute. Erano presenti tre sprint intermedi con punti per la maglia verde.
La tappa, in origine per velocisti, ha visto presto la nascita di una fuga composta da 4 corridori: l'italiano Paolo Longo Borghini, i francesi Romain Feillu e Samuel Dumoulin, e lo statunitense Will Frischkorn.
I quattro hanno accumulato un vantaggio massimo di un 15' a circa metà percorso, distacco incolmabile per il gruppo. Nelle fasi finali è scattato il francese Dumoulin, che è andato a vincere nonostante i deboli tentativi dei compagni di fuga di stargli dietro. L'australiano Robbie McEwen ha regolato in volata il gruppo classificandosi al 5º posto a più di 2' dal vincitore. Proprio in virtù di questo distacco Feillu ha conquistato anche la maglia gialla scalzando Alejandro Valverde; Longo Borghini, uno dei fuggitivi, ha raggiunto il secondo posto nella classifica finale.
Una caduta a 23 km dal traguardo ha frazionato il gruppo in due tronconi: rimasti attardato, Riccardo Riccò e Denis Menchov hanno perso 38" dagli altri uomini di classifica.

### 4ª tappa

Profilo altimetrico della 4ª tappa.

- 8 luglio: Cholet > Cholet – Cronometro individuale – 28 km

Risultati
| Pos. | Corridore         | Squadra      | Tempo  |
| ---- | ----------------- | ------------ | ------ |
| SQ   | Stefan Schumacher | Gerolsteiner | 35'44" |
| 1    | Kim Kirchen       | Columbia     | 36'02" |
| 2    | David Millar      | Slipstream   | s.t.   |

| Pos. | Corridore         | Squadra      | Tempo     |
| ---- | ----------------- | ------------ | --------- |
| SQ   | Stefan Schumacher | Gerolsteiner | 14h04'41" |
| 1    | Kim Kirchen       | Columbia     | 14h04'53" |
| 2    | David Millar      | Slipstream   | s.t.      |

Descrizione e riassunto
La quarta tappa del Tour de France 2008, la prima a cronometro, presentava un percorso vallonato con diversi saliscendi. Era una crono anomala per il Tour, più breve di quelle presenti nelle ultime edizioni (lunghe sui 50 km). La frazione era adatta agli specialisti di questo tipo di prova. Si percorreva la parte ovest della città di Cholet, nel dipartimento del Maine e Loira.
Il miglior tempo è stato per lungo tempo quello di Denis Menchov (Rabobank), davanti a Jens Voigt (Team CSC-Saxo Bank) di solo 1". Il campione del mondo a cronometro in carica Fabian Cancellara (Team CSC) ha poi abbassato il tempo di un altro secondo, assicurandosi momentaneamente il primo posto. La sorpresa è arrivata quando Stefan Schumacher (Gerolsteiner) ha tagliato il traguardo con ben 33" di vantaggio su Cancellara, pur avendo passato gli intermedi con un tempo molto simile all'iridato svizzero.
I corridori scesi in strada dopo, Cadel Evans, David Millar e Kim Kirchen, non sono riusciti a scalzare Schumacher dal primo posto e si sono dovuti classificare rispettivamente 4º, 3º e 2º. Valverde non ha fornito una buona prestazione, piazzandosi 23º a 1'34" dal vincitore, così come i primi tre in classifica generale, che, come da pronostico, hanno perso diversi minuti e sono scesi in classifica.

### 5ª tappa
- 9 luglio: Cholet > Châteauroux – 232 km

Risultati
| Pos. | Corridore      | Squadra  | Tempo    |
| ---- | -------------- | -------- | -------- |
| 1    | Mark Cavendish | Columbia | 5h27'52" |
| 2    | Óscar Freire   | Rabobank | s.t.     |
| 3    | Erik Zabel     | Milram   | s.t.     |

| Pos. | Corridore         | Squadra      | Tempo     |
| ---- | ----------------- | ------------ | --------- |
| SQ   | Stefan Schumacher | Gerolsteiner | 19h32'33" |
| 1    | Kim Kirchen       | Columbia     | 19.32'45" |
| 2    | David Millar      | Slipstream   | s.t.      |

Descrizione e riassunto

Profilo altimetrico della 5ª tappa.

La quinta tappa, la più lunga del Tour de France 2008 (232 km), presentava un percorso praticamente pianeggiante, senza Gran premi della Montagna, ma con tre sprint intermedi per la classifica a punti.
La tappa è stata caratterizzata dalla fuga di tre francesi, Nicolas Vogondy (Agritubel), Lilian Jégou (Française des Jeux) e Florent Brard (Cofidis), che si sono suddivisi i punti in palio nei traguardi intermedi. I tre sono stati ripresi a soli 150 m dal traguardo, dopo aver raggiunto un massimo vantaggio di 8'15" sul gruppo.
L'ordine d'arrivo è stato quindi deciso da una volata che ha visto prevalere il britannico Mark Cavendish (Team Columbia-High Road) su Óscar Freire (Rabobank) ed Erik Zabel (Team Milram). Stefan Schumacher ha mantenuto la maglia gialla, mentre Thor Hushovd (quinto) ha tolto la maglia verde a Kim Kirchen.

### 6ª tappa

Profilo altimetrico della 6ª tappa.

- 10 luglio: Aigurande > Super Besse – 195,5 km

Risultati
| Pos. | Corridore          | Squadra       | Tempo    |
| ---- | ------------------ | ------------- | -------- |
| SQ   | Riccardo Riccò     | Saunier Duval | 4h57'52" |
| 1    | Alejandro Valverde | C. d'Epargne  | a 1"     |
| 2    | Cadel Evans        | Silence       | a 1"     |

| Pos. | Corridore         | Squadra      | Tempo     |
| ---- | ----------------- | ------------ | --------- |
| 1    | Kim Kirchen       | Columbia     | 24h30'41" |
| 2    | Cadel Evans       | Silence      | a 6"      |
| SQ   | Stefan Schumacher | Gerolsteiner | a 16"     |

Descrizione e riassunto
La tappa, lunga 195 km, era la prima di montagna al Tour de France 2008. Erano presenti tre sprint intermedi per la classifica a punti e quattro Gran Premi della Montagna, due di quarta categoria e due di seconda categoria; il traguardo di Super Besse, situato dopo una salita di 7,4 km al 5,7% di pendenza media, 2,5 km di discesa e altri 1500 metri in salita al 10%, coincideva con il secondo dei GPM di seconda categoria.
Dopo 6 km i tre francesi Sylvain Chavanel (Cofidis), Benoît Vaugrenard (Française des Jeux) e Freddy Bichot (Agritubel) sono andati in fuga, raggiungendo un vantaggio massimo superiore ai 5 minuti a metà tappa. Sono però stati ripresi dal gruppo, prima Vaugrenard, poi Chavanel (a poco più di 20 km dal traguardo) e infine Bichot, al km 183; si sono quindi avuti diversi scatti senza esito sulle rampe finali, mentre il gruppo era sceso a soli 30 uomini.
Sull'arrivo è stato decisivo Riccardo Riccò (Saunier Duval-Scott), partito a 300 m dal traguardo e vittorioso per distacco su Alejandro Valverde (Caisse d'Epargne) e Cadel Evans (Silence-Lotto). Kim Kirchen (Team Columbia-High Road), quinto, ha sfilato la maglia gialla a Schumacher, caduto e giunto con 32" di ritardo.

### 7ª tappa
- 11 luglio: Brioude > Aurillac – 159 km

Risultati
| Pos. | Corridore         | Squadra      | Tempo    |
| ---- | ----------------- | ------------ | -------- |
| 1    | Luis León Sánchez | C. d'Epargne | 3h52'53" |
| SQ   | Stefan Schumacher | Gerolsteiner | a 6"     |
| 2    | Filippo Pozzato   | Liquigas     | a 6"     |

| Pos. | Corridore         | Squadra      | Tempo     |
| ---- | ----------------- | ------------ | --------- |
| 1    | Kim Kirchen       | THR          | 28h23'40" |
| 2    | Cadel Evans       | Silence      | a 6"      |
| SQ   | Stefan Schumacher | Gerolsteiner | a 16"     |

Descrizione e riassunto

Profilo altimetrico della 7ª tappa.

La tappa, che attraversava il Massiccio Centrale, presentava 5 Gran Premi della Montagna, uno di quarta categoria, due di terza categoria e due di seconda categoria, e tre sprint intermedi.
Dopo alcuni tentativi di fuga nella prima parte della tappa, tutti vanificati dal Team Columbia-High Road, al km 61 il gruppo si è spezzato in due tronconi a causa di una caduta che ha visto coinvolto fra gli altri Damiano Cunego. Al km 93 il secondo gruppetto è riuscito a riagganciare il primo; poco dopo Josep Jufré (Saunier Duval-Scott) e Luis León Sánchez (Euskaltel-Euskadi) hanno allungato, seguiti, sull'ascesa del Col d'Entremont, primo GPM di seconda categoria, da Vincenzo Nibali (Liquigas) e David de la Fuente (Saunier Duval). Hanno proseguito in quattro.
De la Fuente è poi rimasto solo, prima di essere ripreso da altri 22 corridori, tra cui la maglia gialla e i tre compagni di fuga, a 5 km dal traguardo. A 4 km dall'arrivo Luis León Sánchez ha attaccato nuovamente, riuscendo ad arrivare ad Aurillac con 6" di vantaggio sul gruppo degli inseguitori (regolato da Stefan Schumacher) e a vincere la tappa. Kirchen ha mantenuto la maglia gialla.

### 8ª tappa

Profilo altimetrico della 8ª tappa.

- 12 luglio: Figeac > Tolosa – 172,2 km

Risultati
| Pos. | Corridore      | Squadra   | Tempo    |
| ---- | -------------- | --------- | -------- |
| 1    | Mark Cavendish | Columbia  | 4h02'54" |
| 2    | Gerald Ciolek  | Columbia  | s.t.     |
| 3    | Jimmy Casper   | Agritubel | s.t.     |

| Pos. | Corridore         | Squadra      | Tempo     |
| ---- | ----------------- | ------------ | --------- |
| 1    | Kim Kirchen       | Columbia     | 32h26'34" |
| 2    | Cadel Evans       | Silence      | a 6"      |
| SQ   | Stefan Schumacher | Gerolsteiner | a 16"     |

### 9ª tappa

Profilo altimetrico della 9ª tappa.

- 13 luglio: Tolosa > Bagnères-de-Bigorre – 224 km

Risultati
| Pos. | Corridore        | Squadra       | Tempo    |
| ---- | ---------------- | ------------- | -------- |
| SQ   | Riccardo Riccò   | Saunier Duval | 5h39'28" |
| 1    | Vladimir Efimkin | AG2R La Mon.  | a 1'04"  |
| 2    | Cyril Dessel     | AG2R La Mon.  | a 1'17"  |

| Pos. | Corridore             | Squadra    | Tempo     |
| ---- | --------------------- | ---------- | --------- |
| 1    | Kim Kirchen           | Columbia   | 38h07'19" |
| 2    | Cadel Evans           | Silence    | a 6"      |
| 3    | Christian Vande Velde | Slipstream | a 44"     |

### 10ª tappa

Profilo altimetrico della 10ª tappa.

- 14 luglio: Pau > Hautacam – 156 km

Risultati
| Pos. | Corridore        | Squadra       | Tempo    |
| ---- | ---------------- | ------------- | -------- |
| SQ   | Leonardo Piepoli | Saunier Duval | 4h19'27" |
| 1    | Juan José Cobo   | Saunier Duval | s.t.     |
| 2    | Fränk Schleck    | CSC-Saxo Bank | a 28"    |

| Pos. | Corridore             | Squadra       | Tempo     |
| ---- | --------------------- | ------------- | --------- |
| 1    | Cadel Evans           | Silence       | 42h29'09" |
| 2    | Fränk Schleck         | CSC-Saxo Bank | a 1"      |
| 3    | Christian Vande Velde | Slipstream    | a 38"     |

### 11ª tappa

Profilo altimetrico dell'11ª tappa.

- 16 luglio: Lannemezan > Foix – 167,5 km

Risultati
| Pos. | Corridore         | Squadra       | Tempo    |
| ---- | ----------------- | ------------- | -------- |
| 1    | Kurt Asle Arvesen | CSC-Saxo Bank | 3h58'13" |
| 2    | Martin Elmiger    | AG2R La Mon.  | s.t.     |
| 3    | Alessandro Ballan | Lampre        | s.t      |

| Pos. | Corridore             | Squadra       | Tempo     |
| ---- | --------------------- | ------------- | --------- |
| 1    | Cadel Evans           | Silence       | 46h42'13" |
| 2    | Fränk Schleck         | CSC-Saxo Bank | a 1"      |
| 3    | Christian Vande Velde | Slipstream    | a 38"     |

### 12ª tappa

Profilo altimetrico della 12ª tappa.

- 17 luglio: Lavelanet > Narbonne – 168,5 km

Risultati
| Pos. | Corridore          | Squadra     | Tempo    |
| ---- | ------------------ | ----------- | -------- |
| 1    | Mark Cavendish     | Columbia    | 3h40'52" |
| 2    | Sébastien Chavanel | F. des Jeux | s.t.     |
| 3    | Gert Steegmans     | Quick Step  | s.t      |

| Pos. | Corridore             | Squadra       | Tempo     |
| ---- | --------------------- | ------------- | --------- |
| 1    | Cadel Evans           | Silence       | 50h23'05" |
| 2    | Fränk Schleck         | CSC-Saxo Bank | a 1"      |
| 3    | Christian Vande Velde | Slipstream    | a 38"     |

### 13ª tappa

Profilo altimetrico della 13ª tappa.

- 18 luglio: Narbonne > Nîmes – 182 km

Risultati
| Pos. | Corridore      | Squadra   | Tempo    |
| ---- | -------------- | --------- | -------- |
| 1    | Mark Cavendish | Columbia  | 4h25'42" |
| 2    | Robbie McEwen  | Silence   | s.t.     |
| 3    | Romain Feillu  | Agritubel | s.t      |

| Pos. | Corridore             | Squadra       | Tempo     |
| ---- | --------------------- | ------------- | --------- |
| 1    | Cadel Evans           | Silence       | 54h48'47" |
| 2    | Fränk Schleck         | CSC-Saxo Bank | a 1"      |
| 3    | Christian Vande Velde | Slipstream    | a 38"     |

### 14ª tappa

Profilo altimetrico della 14ª tappa.

- 19 luglio: Nîmes > Digne-les-Bains – 194,5 km

Risultati
| Pos. | Corridore      | Squadra  | Tempo    |
| ---- | -------------- | -------- | -------- |
| 1    | Óscar Freire   | Rabobank | 4h13'08" |
| 2    | Leonardo Duque | Cofidis  | s.t.     |
| 3    | Erik Zabel     | Milram   | s.t      |

| Pos. | Corridore             | Squadra       | Tempo     |
| ---- | --------------------- | ------------- | --------- |
| 1    | Cadel Evans           | Silence       | 59h01'55" |
| 2    | Fränk Schleck         | CSC-Saxo Bank | a 1"      |
| 3    | Christian Vande Velde | Slipstream    | a 38"     |

### 15ª tappa

Profilo altimetrico della 15ª tappa.

- 20 luglio: Embrun > Prato Nevoso (Italia) – 183 km

Risultati
| Pos. | Corridore     | Squadra         | Tempo    |
| ---- | ------------- | --------------- | -------- |
| 1    | Simon Gerrans | Crédit Agricole | 4h50'44" |
| 2    | Egoi Martínez | Euskaltel       | a 3"     |
| 3    | Danny Pate    | Slipstream      | a 10"    |

| Pos. | Corridore     | Squadra       | Tempo     |
| ---- | ------------- | ------------- | --------- |
| 1    | Fränk Schleck | CSC-Saxo Bank | 63h57'21" |
| SQ   | Bernhard Kohl | Gerolsteiner  | a 7"      |
| 2    | Cadel Evans   | Silence       | a 8"      |

### 16ª tappa

Profilo altimetrico della 16ª tappa.

- 22 luglio: Cuneo (Italia) > Jausiers – 157 km

Risultati
| Pos. | Corridore    | Squadra      | Tempo    |
| ---- | ------------ | ------------ | -------- |
| 1    | Cyril Dessel | AG2R La Mon. | 4h31'27" |
| 2    | Sandy Casar  | F. des Jeux  | s.t.     |
| 3    | David Arroyo | C. d'Epargne | s.t.     |

| Pos. | Corridore     | Squadra       | Tempo     |
| ---- | ------------- | ------------- | --------- |
| 1    | Fränk Schleck | CSC-Saxo Bank | 68h30'16" |
| SQ   | Bernhard Kohl | Gerolsteiner  | a 7"      |
| 2    | Cadel Evans   | Silence       | a 8"      |

### 17ª tappa

Profilo altimetrico della 17ª tappa.

- 23 luglio: Embrun > Alpe d'Huez – 210,5 km

Risultati
| Pos. | Corridore      | Squadra       | Tempo    |
| ---- | -------------- | ------------- | -------- |
| 1    | Carlos Sastre  | CSC-Saxo Bank | 6h07'58" |
| 2    | Samuel Sánchez | Euskaltel     | a 2'03"  |
| 3    | Andy Schleck   | CSC-Saxo Bank | s.t.     |

| Pos. | Corridore     | Squadra       | Tempo     |
| ---- | ------------- | ------------- | --------- |
| 1    | Carlos Sastre | CSC-Saxo Bank | 74h39'03" |
| 2    | Fränk Schleck | CSC-Saxo Bank | a 1'24"   |
| SQ   | Bernhard Kohl | Gerolsteiner  | a 1'33"   |

### 18ª tappa

Profilo altimetrico della 18ª tappa.

- 24 luglio: Bourg-d'Oisans > Saint-Étienne – 196,5 km

Risultati
| Pos. | Corridore        | Squadra    | Tempo    |
| ---- | ---------------- | ---------- | -------- |
| 1    | Marcus Burghardt | Columbia   | 6h07'58" |
| 2    | Carlos Barredo   | Quick Step | s.t      |
| 3    | Romain Feillu    | Agritubel  | a 3'33"  |

| Pos. | Corridore     | Squadra       | Tempo     |
| ---- | ------------- | ------------- | --------- |
| 1    | Carlos Sastre | CSC-Saxo Bank | 79h16'14" |
| 2    | Fränk Schleck | CSC-Saxo Bank | a 1'24"   |
| SQ   | Bernhard Kohl | Gerolsteiner  | a 1'33"   |

### 19ª tappa

Profilo altimetrico della 19ª tappa.

- 25 luglio: Roanne > Montluçon – 165,5 km

Risultati
| Pos. | Corridore        | Squadra     | Tempo    |
| ---- | ---------------- | ----------- | -------- |
| 1    | Sylvain Chavanel | Cofidis     | 3h37'09" |
| 2    | Jérémy Roy       | F. des Jeux | s.t      |
| 3    | Gerald Ciolek    | Columbia    | a 1'13"  |

| Pos. | Corridore     | Squadra       | Tempo     |
| ---- | ------------- | ------------- | --------- |
| 1    | Carlos Sastre | CSC-Saxo Bank | 82h54'36" |
| 2    | Fränk Schleck | CSC-Saxo Bank | a 1'24"   |
| SQ   | Bernhard Kohl | Gerolsteiner  | a 1'33"   |

### 20ª tappa

Profilo altimetrico della 20ª tappa.

- 26 luglio: Cérilly > Saint-Amand-Montrond – Cronometro individuale – 53 km

Risultati
| Pos. | Corridore         | Squadra       | Tempo    |
| ---- | ----------------- | ------------- | -------- |
| SQ   | Stefan Schumacher | Gerolsteiner  | 1h03'50" |
| 1    | Fabian Cancellara | CSC-Saxo Bank | a 21"    |
| 2    | Kim Kirchen       | Columbia      | a 1'01"  |

| Pos. | Corridore     | Squadra       | Tempo     |
| ---- | ------------- | ------------- | --------- |
| 1    | Carlos Sastre | CSC-Saxo Bank | 84h01'00" |
| 2    | Cadel Evans   | Silence       | a 1'05"   |
| SQ   | Bernhard Kohl | Gerolsteiner  | a 1'20"   |

Descrizione e riassunto
Nell'ultima e decisiva cronometro Carlos Sastre, non specialista in questa disciplina, riuscì a limitare i danni e a conquistare così il suo primo Tour. Vano fu il tentativo di rimonta dell'australiano Cadel Evans che, essendo più portato di lui nelle prove contro il tempo, avrebbe dovuto secondo le previsioni recuperare molto terreno sullo spagnolo andandolo a insidiare per la conquista del Tour. Tuttavia Evans non andò oltre il settimo posto di tappa riducendo lo svantaggio da Sastre solo a 1'05" e riconfermando così il secondo posto dell'anno precedente.

### 21ª tappa

Profilo altimetrico della 21ª tappa.

- 27 luglio: Étampes > Parigi (Champs-Élysées) – 143 km

Risultati
| Pos. | Corridore      | Squadra    | Tempo    |
| ---- | -------------- | ---------- | -------- |
| 1    | Gert Steegmans | Quick Step | 3h51'38" |
| 2    | Gerald Ciolek  | Columbia   | s.t.     |
| 3    | Óscar Freire   | Rabobank   | s.t.     |

| Pos. | Corridore     | Squadra       | Tempo     |
| ---- | ------------- | ------------- | --------- |
| 1    | Carlos Sastre | CSC-Saxo Bank | 87h52'52" |
| 2    | Cadel Evans   | Silence       | a 58"     |
| SQ   | Bernhard Kohl | Gerolsteiner  | a 1'13"   |

## Evoluzione delle classifiche
| Tappa              | Vincitore                           | Classifica generale Maglia gialla | Classifica a punti Maglia verde | Classifica scalatori Maglia a pois | Classifica giovani Maglia bianca | Classifica a squadre Numero giallo |
| ------------------ | ----------------------------------- | --------------------------------- | ------------------------------- | ---------------------------------- | -------------------------------- | ---------------------------------- |
| 1ª                 | Alejandro Valverde                  | Alejandro Valverde                | Alejandro Valverde              | Thomas Voeckler                    | Riccardo Riccò                   | Caisse d'Epargne                   |
| 2ª                 | Thor Hushovd                        | Alejandro Valverde                | Kim Kirchen                     | Thomas Voeckler                    | Riccardo Riccò                   | Caisse d'Epargne                   |
| 3ª                 | Samuel Dumoulin                     | Romain Feillu                     | Kim Kirchen                     | Thomas Voeckler                    | Romain Feillu                    | Team Garmin-Chipotle p/b H30       |
| 4ª                 | Stefan Schumacher Kim Kirchen       | Stefan Schumacher Kim Kirchen     | Kim Kirchen                     | Thomas Voeckler                    | Thomas Löfkvist                  | Team Garmin-Chipotle p/b H30       |
| 5ª                 | Mark Cavendish                      | Stefan Schumacher Kim Kirchen     | Thor Hushovd                    | Thomas Voeckler                    | Thomas Löfkvist                  | Team Garmin-Chipotle p/b H30       |
| 6ª                 | Riccardo Riccò Alejandro Valverde   | Kim Kirchen                       | Kim Kirchen                     | Sylvain Chavanel                   | Thomas Löfkvist                  | Team Garmin-Chipotle p/b H30       |
| 7ª                 | Luis León Sánchez                   | Kim Kirchen                       | Kim Kirchen                     | David de la Fuente                 | Thomas Löfkvist                  | Team CSC-Saxo Bank                 |
| 8ª                 | Mark Cavendish                      | Kim Kirchen                       | Óscar Freire                    | David de la Fuente                 | Thomas Löfkvist                  | Team CSC-Saxo Bank                 |
| 9ª                 | Riccardo Riccò Vladimir Efimkin     | Kim Kirchen                       | Kim Kirchen                     | David de la Fuente                 | Andy Schleck                     | Team CSC-Saxo Bank                 |
| 10ª                | Leonardo Piepoli Juan José Cobo     | Cadel Evans                       | Óscar Freire                    | Riccardo Riccò                     | Riccardo Riccò                   | Saunier Duval-Scott                |
| 11ª                | Kurt-Asle Arvesen                   | Cadel Evans                       | Óscar Freire                    | Riccardo Riccò                     | Riccardo Riccò                   | Team CSC-Saxo Bank                 |
| 12ª                | Mark Cavendish                      | Cadel Evans                       | Óscar Freire                    | Sebastian Lang                     | Vincenzo Nibali                  | Team CSC-Saxo Bank                 |
| 13ª                | Mark Cavendish                      | Cadel Evans                       | Óscar Freire                    | Sebastian Lang                     | Vincenzo Nibali                  | Team CSC-Saxo Bank                 |
| 14ª                | Óscar Freire                        | Cadel Evans                       | Óscar Freire                    | Sebastian Lang                     | Vincenzo Nibali                  | Team CSC-Saxo Bank                 |
| 15ª                | Simon Gerrans                       | Fränk Schleck                     | Óscar Freire                    | Bernhard Kohl                      | Vincenzo Nibali                  | Team CSC-Saxo Bank                 |
| 16ª                | Cyril Dessel                        | Fränk Schleck                     | Óscar Freire                    | Bernhard Kohl                      | Andy Schleck                     | Team CSC-Saxo Bank                 |
| 17ª                | Carlos Sastre                       | Carlos Sastre                     | Óscar Freire                    | Bernhard Kohl                      | Andy Schleck                     | Team CSC-Saxo Bank                 |
| 18ª                | Marcus Burghardt                    | Carlos Sastre                     | Óscar Freire                    | Bernhard Kohl                      | Andy Schleck                     | Team CSC-Saxo Bank                 |
| 19ª                | Sylvain Chavanel                    | Carlos Sastre                     | Óscar Freire                    | Bernhard Kohl                      | Andy Schleck                     | Team CSC-Saxo Bank                 |
| 20ª                | Stefan Schumacher Fabian Cancellara | Carlos Sastre                     | Óscar Freire                    | Bernhard Kohl                      | Andy Schleck                     | Team CSC-Saxo Bank                 |
| 21ª                | Gert Steegmans                      | Carlos Sastre                     | Óscar Freire                    | Bernhard Kohl                      | Andy Schleck                     | Team CSC-Saxo Bank                 |
| Classifiche finali | Classifiche finali                  | Carlos Sastre                     | Óscar Freire                    | Bernhard Kohl                      | Andy Schleck                     | Team CSC-Saxo Bank                 |

## Classifiche finali

### Classifica generale - Maglia gialla
| Pos. | Corridore            | Squadra       | Tempo     |
| ---- | -------------------- | ------------- | --------- |
| 1    | Carlos Sastre        | CSC-Saxo Bank | 87h52'52" |
| 2    | Cadel Evans          | Silence       | a 58"     |
| SQ   | Bernhard Kohl        | Gerolsteiner  | a 1'13"   |
| 3    | Denis Menchov        | Rabobank      | a 2'10"   |
| 4    | Christian Vandevelde | Garmin        | a 3'05"   |
| 5    | Fränk Schleck        | CSC-Saxo Bank | a 4'28"   |
| 6    | Samuel Sánchez       | Euskaltel     | a 6'25"   |
| 7    | Kim Kirchen          | Columbia      | a 6'55"   |
| 8    | Alejandro Valverde   | C. d’Epargne  | a 7'12"   |
| 9    | Tadej Valjavec       | AG2R La Mon.  | a 9'05"   |
| 10   | Vladimir Efimkin     | AG2R La Mon.  | a 9'55"   |

### Classifica a punti - Maglia verde
| Pos. | Corridore      | Squadra         | Punti |
| ---- | -------------- | --------------- | ----- |
| 1    | Óscar Freire   | Rabobank        | 270   |
| 2    | Thor Hushovd   | Crédit Agricole | 220   |
| 3    | Erik Zabel     | Milram          | 217   |
| 4    | Leonardo Duque | Cofidis         | 181   |
| 5    | Kim Kirchen    | Columbia        | 155   |

### Classifica scalatori - Maglia a pois
| Pos. | Corridore       | Squadra       | Punti |
| ---- | --------------- | ------------- | ----- |
| 1    | Bernhard Kohl   | Gerolsteiner  | 128   |
| 2    | Carlos Sastre   | CSC-Saxo Bank | 80    |
| 3    | Fränk Schleck   | CSC-Saxo Bank | 80    |
| 4    | Thomas Voeckler | Bouygues Tél. | 65    |
| 5    | Sebastian Lang  | Gerolsteiner  | 62    |

### Classifica giovani - Maglia bianca
| Pos. | Corridore       | Squadra   | Tempo      |
| ---- | --------------- | --------- | ---------- |
| 1    | Andy Schleck    | CSC       | 88h04'24"  |
| 2    | Roman Kreuziger | Liquigas  | a 1'27"    |
| 3    | Vincenzo Nibali | Liquigas  | a 17'01"   |
| 4    | Maxime Monfort  | Cofidis   | a 24'09"   |
| 5    | Eduardo Gonzalo | Agritubel | a 1h08'34" |

### Classifica a squadre - Numero giallo
| Pos. | Squadra            | Tempo      |
| ---- | ------------------ | ---------- |
| 1    | Team CSC-Saxo Bank | 263h29'57" |
| 2    | AG2R La Mondiale   | a 15'35"   |
| 3    | Rabobank           | a 1h05'26" |
| 4    | Euskaltel-Euskadi  | a 1h16'26" |
| 5    | Silence-Lotto      | a 1h17'15" |